# Mar Abas Catina
Mar Abas Catina (em armênio: Մար Աբաս Կատինա; romaniz.: Mar Abas Katina; em siríaco: Mār Awā Qațțīnā; lit. "Senhor Aba, o Sábio".) foi um estudioso caldeu, presumivelmente um antigo historiador sírio (ou armênio antigo).

## Vida
Moisés de Corene e Sebeos fizeram grande uso da obra de Abas Catina ao escrever as primeiras partes de suas obras. Sebeos o chama de "Maraba, o filósofo de Mesurne". A colocação de Mar Abas por Moisés no século III a.C. é aparentemente um anacronismo por uma série de razões, a principal delas sendo a partícula "Mar" (em siríaco: ܡܪܝ) no nome de Abas, que é um título honorário cristão usado para bispos e santos. Segundo Moisés, em certo ponto, o mítico Valarsaces I enviou Abas Catina como emissário a Ársaces I com uma carta na qual solicitou que os arquivos reais em Nísibis fossem abertos. Abas Catina leu um livro sobre a vida de governantes antigos, que havia sido traduzido ao grego sob ordens de Alexandre, o Grande (r. 336–323 a.C.), e transcreveu em grego e siríaco as partes que tratavam das linhagens reinantes da Armênia. Ao retornar com seu registro, Abas Catina entregou o texto a Valarsaces, que guardou o documento em seu tesouro e ordenou que o texto fosse gravado numa estela. Moisés também afirma que se inspirou no relato de Abas Catina para escrever sobre a vida de vários patriarcas lendários dos armênios.